# Secure Download Cabinet
Pour les articles homonymes, voir SDC et .sdc.
 (mars 2023).
Si vous disposez d'ouvrages ou d'articles de référence ou si vous connaissez des sites web de qualité traitant du thème abordé ici, merci de compléter l'article en donnant les références utiles à sa vérifiabilité et en les liant à la section « Notes et références ».
Secure Download Cabinet (dont l’extension est .sdc) est un format de fichier de Microsoft servant à la distribution des logiciels dans le cadre du programme MSDNAA.
Le fichier est téléchargé, déchiffré et extrait par un exécutable, qui le supprime une fois ces opérations réussies.